# آرون یو
آرون یو (انگلیسی: Aaron Yoo؛ زادهٔ ۱۲ مهٔ ۱۹۷۹) هنرپیشه اهل ایالات متحده آمریکا است. وی از سال ۲۰۰۰ میلادی تاکنون مشغول فعالیت بوده‌است. از فیلم‌هایی که وی در آن نقش داشته است، می‌توان به ۲۱، آشفته، او مرا می‌خواهد، حواس‌پرتی و انسان‌های فردا اشاره کرد.